# Persone di nome Aristide
| Questa pagina contiene informazioni ricavate automaticamente dalle voci biografiche con l'ausilio del template Bio e di un bot. L'aggiornamento è periodico e automatico e ricostruisce completamente la pagina. Se manca una persona in questa lista, sei pregato di non aggiungerla, ma accertati piuttosto che la sua voce biografica contenga il template Bio e che i dati anagrafici siano correttamente compilati. Se il template Bio manca, inseriscilo tu stesso o, in alternativa, metti l'avviso {{tmp\|Bio}} che ne segnala la mancanza. Se i dati riportati sono sbagliati, correggi direttamente la voce biografica; le modifiche saranno visibili in questa lista entro pochi giorni. Per chiarimenti vedi il progetto antroponimi. La lista contiene solo le 73 persone che sono citate nell'enciclopedia e per le quali è stato implementato correttamente il template Bio. Pagina aggiornata al 6 ago 2025. |

Questa è una lista di persone presenti nell'enciclopedia che hanno il nome Aristide, suddivise per attività principale.

## Allenatori di calcio(1)
- Aristide Viale, allenatore di calcio e calciatore italiano (Chieti, n. 1897 - † 1940)

## Archeologi(1)
- Aristide Calderini, archeologo e epigrafista italiano (Taranto, n. 1883 - Milano, † 1968)

## Architetti(1)
- Aristide Naccari, architetto e storico italiano (Chioggia, n. 1848 - Chioggia, † 1914)

## Attori(3)
- Aristide Baghetti, attore italiano (Civitavecchia, n. 1874 - Milano, † 1955)
- Aristide Caporale, attore italiano (Acerra, n. 1921 - Roma)
- Aristide Garbini, attore italiano (Roma, n. 1890 - Roma, † 1950)

## Aviatori(1)
- Aristide Sarti, aviatore italiano (Bologna, n. 1917 - Goito, † 1945)

## Avvocati(1)
- Aristide Foà, avvocato e antifascista italiano (n. 1905 - † 1994)

## Baritoni(1)
- Aristide Baracchi, baritono italiano (Reggio nell'Emilia, n. 1885 - Milano, † 1964)

## Calciatori(10)
- Aristide Bancé, ex calciatore ivoriano (Abidjan, n. 1984)
- Aristide Bergamaschi, calciatore italiano (Avesa, n. 1903)
- Aristide Coscia, calciatore e allenatore di calcio italiano (Alessandria, n. 1918 - Alessandria, † 1979)
- Aristide Griffith, calciatore italiano (Parma, n. 1923 - Parma, † 2007)
- Aristide Guarneri, ex calciatore e allenatore di calcio italiano (Cremona, n. 1938)
- Aristide Nascenzi, calciatore italiano (Castiglione di Sicilia, n. 1922 - Grosseto, † 2015)
- Aristide Noseda, calciatore e allenatore di calcio italiano (Como, n. 1918)
- Aristide Rossi, calciatore italiano (Cremona, n. 1914 - Cremona, † 1937)
- Aristide Sansoni, calciatore italiano (Roma, n. 1903)
- Aristide Zogbo, ex calciatore ivoriano (Abidjan, n. 1981)

## Canottieri(1)
- Aristide Sartor, canottiere italiano (Montebelluna, n. 1923 - † 1979)

## Cantautori(1)
- Aristide Bruant, cantautore e cabarettista francese (Courtenay, n. 1851 - Parigi, † 1925)

## Cardinali(2)
- Aristide Cavallari, cardinale e patriarca cattolico italiano (Chioggia, n. 1849 - Venezia, † 1914)
- Aristide Rinaldini, cardinale e arcivescovo cattolico italiano (Montefalco, n. 1844 - Roma, † 1920)

## Cestisti(2)
- Aristide Landi, cestista italiano (Potenza, n. 1994)
- Aristide Mouaha, cestista camerunese (Douala, n. 2000)

## Ciclisti su strada(2)
- Aristide Cavallini, ciclista su strada italiano (Corvino San Quirico, n. 1899 - Pinarolo Po, † 1973)
- Aristide Ratti, ex ciclista su strada italiano (Lecco, n. 1982)

## Dirigenti sportivi(1)
- Aristide Parodi, dirigente sportivo e calciatore italiano

## Esploratori(1)
- Aristide Aubert du Petit-Thouars, esploratore e militare francese (Château de Boumois, n. 1760 - Abukir, † 1798)

## Filologi(1)
- Aristide Colonna, filologo classico e grecista italiano (Fiumefreddo Bruzio, n. 1909 - Roma, † 1999)

## Filosofi(1)
- Aristide Marciano, filosofo e santo greco antico

## Giornalisti(1)
- Aristide Claris, giornalista francese (Blanquefort-sur-Briolance, n. 1843 - Le Vésinet, † 1916)

## Giuristi(1)
- Aristide Tanzi, giurista italiano (Livorno, n. 1942 - Milano, † 2005)

## Imprenditori(4)
- Aristide Alafouzos, imprenditore e armatore greco (Santorini, n. 1924 - Atene, † 2017)
- Aristide Boucicaut, imprenditore francese (Bellême, n. 1810 - Parigi, † 1877)
- Aristide Merloni, imprenditore e politico italiano (Fabriano, n. 1897 - Fabriano, † 1970)
- Aristide Staderini, imprenditore e inventore italiano (Roma, n. 1845 - Roma, † 1921)

## Ingegneri(3)
- Aristide Faccioli, ingegnere italiano (Bologna, n. 1848 - Torino, † 1920)
- Aristide Giannelli, ingegnere italiano (La Spezia, n. 1888 - Roma, † 1970)
- Aristide Leonori, ingegnere italiano (Roma, n. 1856 - Roma, † 1928)

## Insegnanti(1)
- Aristide Isotta, insegnante e scrittore svizzero (Lugano, n. 1908 - Massagno, † 1972)

## Linguisti(1)
- Aristide Baragiola, linguista italiano (Chiavenna, n. 1847 - Zurigo, † 1920)

## Magistrati(1)
- Aristide Carapelle, magistrato e politico italiano (Napoli, n. 1878 - Roma, † 1967)

## Medici(1)
- Aristide Stefani, medico italiano (San Giovanni Ilarione, n. 1846 - Padova, † 1925)

## Mezzofondisti(1)
- Aristide Bonfà, mezzofondista italiano (Milano, n. 1907 - Milano, † 1976)

## Militari(3)
- Aristide Carabelli, militare italiano (Milano, n. 1916 - La Valletta, † 1941)
- Aristide Frezza, militare italiano (Capranica Prenestina, n. 1888 - Brihuega, † 1937)
- Aristide Merolli, militare e scrittore italiano (n. 1885 - Sidi Bel Abbes, † 1947)

## Nobili(2)
- Aristide Gentiloni Silverj, nobile e archeologo italiano (Arsoli, n. 1844 - Tolentino, † 1936)
- Aristide Morichelli d'Altemps, nobile e politico italiano (San Ginesio, n. 1826 - San Ginesio, † 1896)

## Organari(1)
- Aristide Cavaillé-Coll, organaro francese (Montpellier, n. 1811 - Parigi, † 1899)

## Partigiani(1)
- Aristide Marchetti, partigiano, politico e antifascista italiano (Laveno-Mombello, n. 1920 - Roma, † 1994)

## Patrioti(1)
- Aristide Salvatori, patriota e giornalista italiano (Ripi, n. 1838 - Ripi, † 1909)

## Pedagogisti(1)
- Aristide Gabelli, pedagogista e politico italiano (Belluno, n. 1830 - Padova, † 1891)

## Pittori(3)
- Aristide di Tebe il vecchio, pittore e scultore greco antico (Tebe)
- Aristide di Tebe, pittore greco antico (Tebe)
- Aristide Barilli, pittore e giornalista italiano (Parma, n. 1913 - Parma, † 2009)

## Politici(6)
- Aristide, politico e militare ateniese (Atene - Atene)
- Aristide Briand, politico e diplomatico francese (Nantes, n. 1862 - Parigi, † 1932)
- Aristide Canosani, politico e dirigente d'azienda italiano (Ravenna, n. 1935)
- Aristide Gunnella, politico e dirigente d'azienda italiano (Mazara del Vallo, n. 1931 - Palermo, † 2025)
- Aristide Sellitti, politico italiano (Nocera Inferiore, n. 1914 - Nocera Inferiore, † 1994)
- Aristide Timoteo Somis di Chavrie, politico italiano (Torino, n. 1801 - Parma, † 1860)

## Presbiteri(1)
- Aristide Fumagalli, presbitero, teologo e docente italiano (Inzago, n. 1962)

## Pugili(1)
- Aristide Pozzali, pugile italiano (Cremona, n. 1931 - Cremona, † 1979)

## Registi(1)
- Joe D'Amato, regista, direttore della fotografia e sceneggiatore italiano (Roma, n. 1936 - Roma, † 1999)

## Rugbisti a 15(1)
- Aristide Barraud, ex rugbista a 15 francese (Saint-Cloud, n. 1989)

## Scrittori(2)
- Aristide di Mileto, scrittore greco antico (Mileto)
- Aristide Quintiliano, scrittore e teorico della musica greco antico (Smirne)

## Scultori(1)
- Aristide Maillol, scultore e pittore francese (Banyuls-sur-Mer, n. 1861 - Banyuls-sur-Mer, † 1944)

## Sindacalisti(1)
- Aristide Bari, sindacalista italiano (Como, n. 1858 - Como, † 1911)

## Storici dell'architettura(1)
- Aristide Nardini Despotti Mospignotti, storico dell'architettura e bibliotecario italiano (Livorno, n. 1826 - Livorno, † 1903)

## Vescovi cattolici(1)
- Aristide Pirovano, vescovo cattolico e missionario italiano (Erba, n. 1915 - Lecco, † 1997)